# Arteria temporalis superficialis

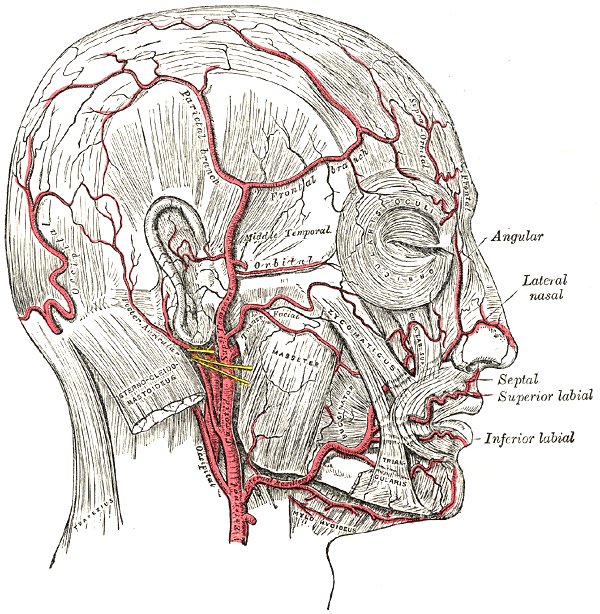
Gesichtsarterien des Menschen

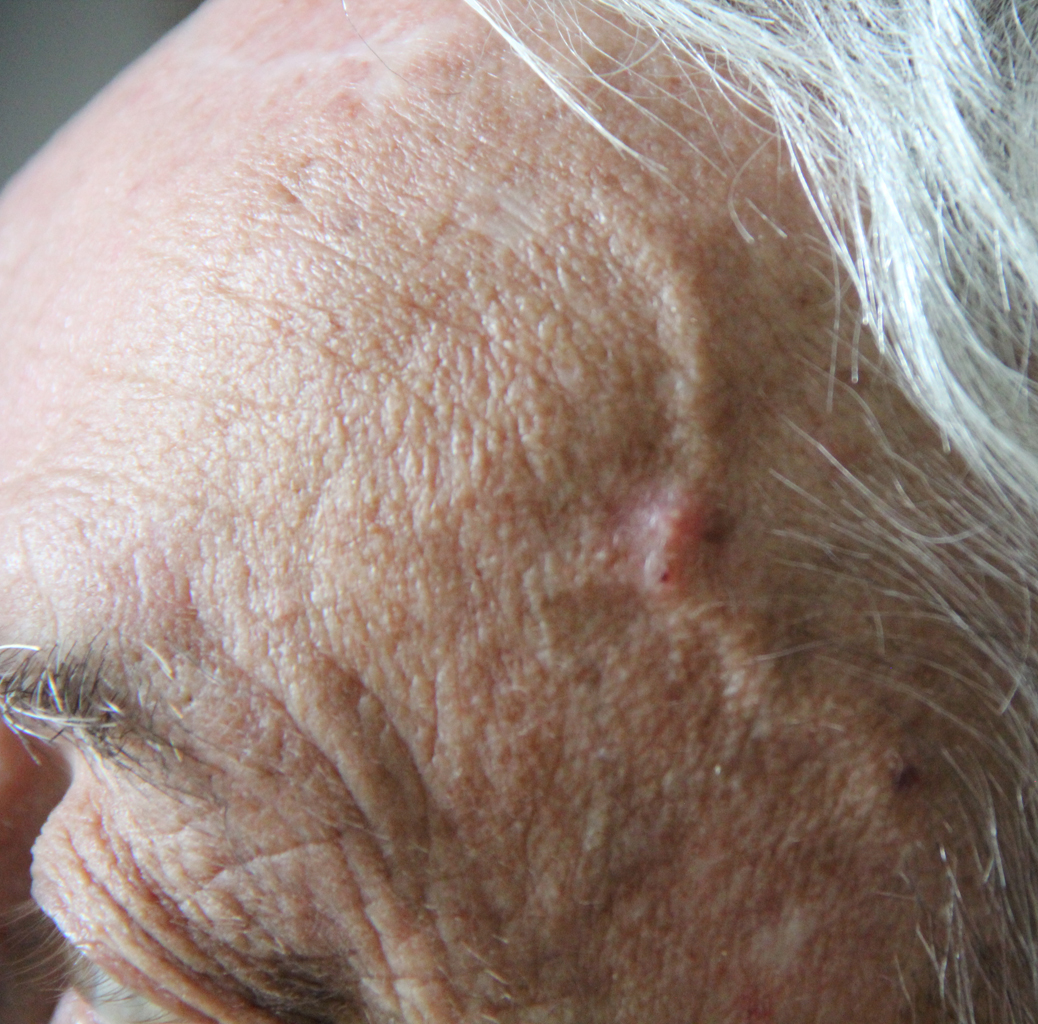
Ramus frontalis

Die Arteria temporalis superficialis („oberflächliche Schläfenarterie“) ist der letzte Abgang der äußeren Halsschlagader (Arteria carotis externa), die anschließend als Arteria maxillaris („Oberkieferarterie“) bezeichnet wird. Die Arteria temporalis superficialis zieht vor dem Ohr über die Schläfe und versorgt die obere Kopfhälfte. Unmittelbar vor dem Ohr kann oberhalb des Jochbogens an der Arterie der Puls gefühlt werden. Die Arterie wird vom Nervus auriculotemporalis und der gleichnamigen Vene (Vena temporalis superficialis) begleitet.
Eine Entzündung der Schläfenarterie (Riesenzellarteriitis) kommt vor allem bei älteren Menschen vor.

## Verzweigung
Die Arteria temporalis superficialis entlässt mehrere Äste:
- Die Arteria transversa faciei („Querverlaufende Gesichtsarterie“) verläuft unterhalb des Jochbogens und versorgt die Ohrspeicheldrüse, den Musculus masseter und die Gesichtshaut.
- Die Arteria temporalis media („mittlere Schläfenarterie“) entspringt oberhalb des Jochbogens und versorgt den Musculus temporalis.
- Der Ramus zygomaticoorbitalis („Jochbein-Augenhöhlen-Ast“) entspringt manchmal auch aus der Arteria temporalis media und zieht in die Augengegend, wo er den Musculus orbicularis oculi und die Lider mitversorgt.
- Die Rami auriculares anteriores („vordere Ohräste“) versorgen den vorderen Teil der Ohrmuschel und den äußeren Gehörgang.
- Der Ramus frontalis („Stirnast“) ist einer der beiden Endaufzweigungen und zieht in die Stirngegend.
- Der Ramus parietalis („Scheitelast“) zieht in die Scheitelgegend.